# Maaike
Maaike ist ein weiblicher Vorname.

## Herkunft und Bedeutung
Der Name ist die niederländische Verkleinerungsform von Maria.
Varianten sind unter anderem Marieke, Mariëlle, Mariëtte, Marijke, Marike, Mariska, Marita, Meike, Mia, Mieke, Miep, Mies, Ria und Jette.

## Bekannte Namensträgerinnen
- Maaike Head (* 1983), niederländische Ruderin
- Maaike Huvermann (* 1997), niederländische Windsurferin
- Maaike Ouboter (* 1992), niederländische Singer-Songwriterin
- Maaike Polspoel (* 1989), belgische Radsportlerin
- Maaike Schuurmans (* 1967), niederländische Schauspielerin und Musicaldarstellerin
- Maaike Smit (* 1966), niederländische Rollstuhltennisspielerin und Rollstuhlbasketballspielerin
- Maaike Vos (* 1985), niederländische Shorttrackerin